# Found (film 2012)
Found è un film del 2012 diretto da Scott Schirmer e basato sul romanzo omonimo di Todd Rigney.
October People ha acquisito i diritti di distribuzione nel 2014 dopo che il film è stato proiettato in vari festival cinematografici.

## Trama
Marty è un ragazzino di 12 anni molto timido e per questo bullizzato a scuola, soprattutto da Marcus, ragazzino di colore. A casa le cose non vanno tanto meglio: il padre di Marty è un fiero razzista e il fratello maggiore è una persona fortemente disadattata, che litiga costantemente con suo padre. Le sue uniche consolazioni sono i film horror che gli passa il fratello, e i fumetti di supereroi che progetta con il suo migliore amico David.C'è tuttavia qualcosa che soltanto Marty sa: suo fratello Steve è un serial killer, e ogni settimana nasconde la testa di una donna nera decapitata all'interno del suo armadio.  
Dopo aver subito l'ennesimo atto di bullismo a scuola, Marty torna a casa e si dirige nella camera del fratello, per indossare una maschera antigas mentre ascolta musica dallo stereo di Steve. Il fratello rientra all'improvviso e Marty, messo alle strette, gli racconta cos'è successo a scuola. Steve promette allora che penserà lui a risolvere il problema. 
Il giorno successivo, Marty e David si recano al noleggio di VHS e decidono di affittarne una intitolata Headless: la custodia è tuttavia vuota. Tornati a casa di Marty, i due bambini scoprono che la VHS è stata rubata da Steve e decidono così di visionarla: Marty si rende conto immediatamente che il film è stato d'ispirazione a Steve per il suo modus operandi da assassino, e questo gli causa una reazione di profondo fastidio.
Resosi conto del disagio dell'amico, David inizia ad insinuare che Marty sia in realtà gay ed innamorato di lui, e che quello sarebbe stato l'ultimo giorno in cui si sarebbero visti perché non voleva più avere a che fare con uno come lui. Arrabbiato, Marty vuole dimostrargli di non essere meno coraggioso di lui e lo conduce quindi nella camera di Steve: qui i due scoprono la testa di Marcus nell'armadio. David ne è inorridito, si sente male e chiede di tornare a casa da sua madre. Steve si rende immediatamente conto di cosa è successo, e così affronta Marty, minacciandolo di uccidere David qualora questi dovesse parlare, ma rassicurandolo di non poter fare del male a suo fratello.
La domenica successiva, per la prima volta Marty reagisce contro un bullo picchiandolo appena dopo la funzione religiosa. Sua madre vorrebbe che lui chiedesse scusa ma Marty si rifiuta, ed accusa i suoi genitori di non essere mai stati in grado di proteggerlo, scatenando l'ira del padre. Steve interviene per difenderlo e ne nasce una colluttazione fisica in cui il figlio ha la meglio, ma viene cacciato di casa e se ne va giurando vendetta.
Steve torna di notte, chiedendo aiuto a Marty per realizzare un piano misterioso, ma questi si rifiuta di aiutarlo. Quando suo padre lo scopre esce in giardino per affrontarlo nuovamente e viene tramortito con una pala. Rientrato in casa Steve tenta di stuprare sa madre, ma con Marty che si mette in mezzo per difenderla, il ragazzo sbatte la testa e sviene, quando si riprende si ritrova imbavagliato e legato al letto. A quel punto Steve stupra sua madre sotto gli occhi impotenti dei familiari, per poi uccidere entrambi i genitori, esattamente come nel film Headless. Convinto di avere agito per il bene del fratello, Steve rimane scioccato dal pianto dirotto di Marty, e si allontana ricoperto di sangue.  Il giorno dopo  Marty si risveglia ancora legato,  circondato dai corpi mutilati dei suoi genitori, impotente e in attesa che qualcuno arrivi a salvarlo.
Il film ha ricevuto recensioni positive. Patrick Dolan di Rue Morgue ha scritto che "[a]nche se questo racconto coming-of-age inizia come una lettera morbosa amore passato di orrore (come una versione 1990 di Joe Dante ‘s Matinee), si trasforma abilmente in un film horror a metà strada e scatena alcune gravi paure." Anche Bloody Disgusting ha elogiato il film, che hanno ritenuto sfruttare al massimo il suo budget ridotto e "impressiona su una varietà di livelli".

## Censura
Found è stato vietato in Australia dalla Australian Classification Board per "raffigurazioni prolungate e dettagliate di violenza sessuale". Il film è stato successivamente pubblicato su DVD, ma sono stati tagliati circa due minuti di film. La versione del DVD del Regno Unito ha un taglio di 98 secondi. Finora solo il DVD "Unrated" degli Stati Uniti e la versione Blu-Ray e la "Limited Uncut Collector's Edition" austriaca contenente sia il DVD che il Blu-ray non sono stati tagliati.

## Headless
Nel luglio 2014 è stato annunciato che Headless, il film nel film di Found, sarebbe stato trasformato in un vero e proprio lungometraggio. Arthur Cullipher, supervisore degli effetti speciali e produttore associato di Found, ha diretto il film. Il film è stato finanziato da donatori di Kickstarter, e la prima proiezione ad un festival è stata nel febbraio 2015 ad Indianapolis.

## Citazioni cinematografiche
- Tra le VHS della collezione di Steve sono visibili quelle dei film Il Golem - Come venne al mondo (1920), Il vampiro (1933), Notti di terrore (1940), L'assalto dei granchi giganti (1957), I Was a Teenage Werewolf (1957), Il mostro dei cieli (1957), L'uomo dagli occhi a raggi X (1963), Ventimila sterline per Amanda (1964), Terrore nello spazio (1965), La morte dall'occhio di cristallo (1965), Il figlio di Godzilla (1967), Il rosso segno della follia (1970), The Corpse Grinders (1971), Gli orrori del castello di Norimberga (1972), Psychomania (1973), Snuff (1975), Una figlia per il diavolo (1976), The Clown Murders (1976), Kingdom of the Spiders (1977), L'uomo di cera (1977), L'uomo laser (1978), Le facce della morte (1978), L'isola degli uomini pesce (1979), The Meateater (1979), Sister of Death (1981), Ghost Stories: Graveyard Thriller (1986), Bloody New Year (1987), Forever Evil (1987), Video Violence (1987), Midnight Movie Massacre (1988), Il cacciatore di teste (1991), Teito Monogatari (1991), Aberration (1997) e Monster High: Una festa mostruosa (2012)
- Nella videoteca sono visibili le VHS dei film L'isola degli zombies (1932), Maniac (1934), Fluido mortale (1958), Dogora il mostro della grande palude (1964), Lo sguardo che uccide (1964), I desideri erotici di Christine (1973), The Incredible Torture Show (1976), Sentinel (1977), Mirror - Chi vive in quello specchio? (1980), Il tunnel dell'orrore (1981), Arena: An Absurd Notion (1985), Rawhead Rex (1986), Non aprite quell'armadio (1986), The Lamp (La lampada) (1987), Surf Nazis Must Die (1987), La morte viene in sogno (1988), Zombie news (1990), Witchcraft IV: The Virgin Heart (1992), La metà oscura (1993), Carnosaur - La distruzione (1993), Body Melt (1993), Rumpelstiltskin (1995) e Uncle Sam (1996)
- Nella stanza di Steve sono presenti i poster dei film The Astro-Zombies (1968), Horror - Caccia ai terrestri (1980), The Deadly Spawn (1983), Horror in Bowery Street (1987), Rock 'n' Roll Nightmare (1987), Black Roses (1988), Wild Zero (1999), RoboGeisha (2009), The Black Waters of Echo's Pond (2009), Psycho Street (2011) e The Taint (2011)
- Nella videoteca sono presenti i poster dei film The Toxic Avenger - Il vendicatore tossico (1984) , Basket Case 2 (1990), Tekken (2010), Milo su Marte (2011), Soul Surfer (2011), Something Borrowed - L'amore non ha regole (2011) e Priest (2011)
- In una scena del film Marty chiede a Steve se può guardare Hellraiser.
- In una scena del film Steve consiglia a Marty il film Cabal.
- In una scena del film è mostrato il poster del film Popcorn (1991)

## Accoglienza
Sull'aggregatore Rotten Tomatoes il film riceve il 71% delle recensioni professionali positive con un voto medio di 7,3 su 10 basato su 7 critiche.

## Riconoscimenti
- 2013 - A Night of Horror International Film Festival
  - Miglior attore
  - Miglior film
- 2013 - Another Hole in the Head Genre Film Festival
  - Miglior film statunitense
- 2013 - Drunken Zombie Film Festival
  - Miglior film
- 2013 - Eerie Horror Fest
  - Miglior film
  - Miglior attore
- 2013 - Freak Show Horror Film Festival
  - Miglior film
- 2013 - Housecore Horror Film Festival
  - Miglior eroe
  - Miglior film pauroso
  - Nomination Miglior film
- 2013 - Indie Spirit Film Festival
  - Nomination Miglior film horror
- 2013 - Mad Monster Party Film Festival
  - Miglior film horror
- 2013 - Molins Film Festival
  - Audience Award al miglior film
  - Jury Prize al miglior film
  - Jury Prize al miglior attore
- 2013 - Nevermore Film Festival
  - Audience Award al miglior film
  - Jury Prize al miglior film
- 2013 - New Orleans Horror Film Festival
  - Miglior film
- 2013 - New York City Horror Film Festival
  - Miglior attore
  - Miglior film
  - Migliori effetti speciali
- 2013 - Phoenix Film Festival
  - Miglior film horror
- 2013 - Shriekfest
  - Nomination Miglior film horror
- 2013 - Toronto After Dark Film Festival
  - Best Gore
  - Best Title Sequence
- 2014 - Fright Meter Awards
  - Miglior sceneggiature
  - Nomination Miglior film horror
  - Nomination Miglior regista a Scott Schirmer
  - Nomination Miglior attore a Gavin Brown
  - Nomination Miglior attore non protagonista a Ethan Philbeck
- 2015 - iHorror Awards
  - Nomination Best Indie Horror Film